# Leimbach (Wupper)
| Zuläufe und Bauwerke \| Leimbach \| Leimbach \| Leimbach \| \| -------------------- \| -------- \| ---------------------------- \| \| Legende \| \| \| \| Wuppertal \| \| Wuppertal \| \| \| \| \| \| \| \| \| \| \| \| \| \| \| \| Zulauf \| \| \| \| \| \| \| \| \| \| Einerngraben \| \| \| \| \| \| \| \| \| \| \| \| Kleefelder Bach \| \| \| \| \| \| \| \| \| \| \| \| \| \| \| \| Gelber Sprung \| \| \| \| Bundesautobahn 46 \| \| \| \| \| \| \| \| \| \| \| \| \| \| Bachlauf an der Zietenstraße \| \| \| \| \| \| \| \| \| \| Wuppertaler Nordbahn \| \| \| \| \| \| \| \| Barmer Mühlengraben \| \| \| |  |                              |
| Leimbach |  |                              |
| Legende |  |                              |
| Wuppertal |  | Wuppertal                    |
| |  |                              |
| |  |                              |
| |  |                              |
| |  | Zulauf                       |
| |  |                              |
| |  |                              |
| Einerngraben |  |                              |
| |  |                              |
| |  |                              |
| Kleefelder Bach |  |                              |
| |  |                              |
| |  |                              |
| |  |                              |
| Gelber Sprung |  |                              |
| Bundesautobahn 46 |  |                              |
| |  |                              |
| |  |                              |
| |  | Bachlauf an der Zietenstraße |
| |  |                              |
| |  |                              |
| Wuppertaler Nordbahn |  |                              |
| |  |                              |
| Barmer Mühlengraben |  |                              |

Der Leimbach ist ein 3,271 km langer Bach in dem Wuppertaler Stadtbezirk Barmen. Der Bach, ein Zufluss der Wupper, ist gleichzeitig Namensgeber für die Straßen namens Leimbacher Straße und In der Leimbach.

## Etymologie
Der etymologische Ursprung des Leimbaches stammt vom niederdeutschem Wort Lembeck ab und erklärt sich durch eisenhaltiges Wasser.

## Topografie
Der Bach entspringt bei der ehemaligen Hofschaft Flanhard in einem Gewerbegebiet in rund 283 Meter über NN auf den Wuppertaler Nordhöhen im Barmer Ortsteil Hatzfeld in der Nähe der Stadtgrenze zu Sprockhövel. Hier verläuft auch die Wasserscheide zwischen Wupper und Ruhr. Die ersten rund 180 Meter verläuft der Bach innerhalb des Gewerbegebiets verrohrt in südlicher Richtung.
In dem „Straßenbahneinschnitt Riescheid“, der auch als geologisches Naturdenkmal von Wuppertal geschützt wird, tritt er an die Oberfläche und durchfließt eine große Kehre. Diese Kehre gehört zur Trasse der Bahnstrecke Loh–Hatzfeld, die durch ihren Bau den natürlichen Bachlauf unterbrach. Seit dem Bau des Einschnitts folgt der Leimbach der Bahntrasse.
Rund 700 Meter hinter der Quelle stößt der linke Zulauf Lehmbeck verrohrt zum Leimbach. Nach rund 900 Metern tritt rechts der Einerngraben, der untere Rest des ursprünglichen Bachlaufs vor Bau der Bahnstrecke, hinzu und der Leimbach läuft wieder für rund 100 Meter verrohrt in südwestlicher Richtung an Riescheid vorbei. Der ehemals dort befindliche Hof Riescheid gehörte zu den frühesten Siedlungsplätzen Barmens und wurde 1466 erstmals erwähnt.
Ab hier folgt er nördlich der Erhebung, auf der der Barmer Nordpark liegt. Nachdem er wieder eine Strecke verrohrt ist, vereinigt er sich nach rund 1,6 Kilometer nach der Quelle mit dem Bach Gelber Sprung (so genannt wegen seines eisenhaltigen Wassers, die umgebenden Sportplätze tragen den Namen der Quelle) und fließt wieder in südlicher Richtung und unterquert dabei die Bundesautobahn 46. An der westlichen Grenze der Erhebung wendet sich der Leimbach, der nun wieder oberflächlich fließt, wieder in südöstlicher Richtung. An dieser Stelle lag früher ein Teich, der um 1918 zugeschüttet wurde, das Gelände, das heute an der Straße In der Leimbach (Benennungsdatum Oktober 1885) liegt, ist als Gewerbegebiet überbaut. Der Hof Leimbach, der schon um 1466 erwähnt wurde, lag ebenfalls hier. Die daraus hervorgegangenen Weiler Obere und Untere Lembeck sind seit Beginn des 20. Jahrhunderts im innerstädtischen Gebiet aufgegangen.
Rund 2,2 Kilometer nach der Quelle läuft der Leimbach wieder verrohrt weiter und erhält Zulauf von dem Bachlauf an der Zietenstraße. Vor dem Sedansberg wendet er sich wieder in südlicher Richtung unterhalb des Verlaufes der Leimbacher Straße (1871/72 zum ersten Mal im Adressbuch verzeichnet), bis der Verlauf der Straße Steinweg erreicht ist. Unterhalb des Steinwegs läuft der Leimbach weiter in südlicher Richtung, bis er in rund 157 Meter über Normalnull in den Mühlengraben mündet, einen heute überbauten Seitenarm der Wupper.

## Der Bach als historische Grenzlinie
Entlang dem Leimbach und seinem Quellbach Gelber Sprung verlief im Mittelalter die Grenze des kurkölnischen (später märkischen) Kirchspiels Schwelm, die es vom bergischen Kirchspiel Elberfeld trennte. Zugleich schied diese Grenze das Dekanat Lüdenscheid vom Dekanat Deutz sowie die beiden Gogerichtsbezirke Schwelm und Elberfeld. Diese Grenze besteht heute noch in der Trennlinie zwischen Oberbarmen und Unterbarmen (Niederbarmen). Diese Grenze war im Spätmittelalter durch eine Landwehr gesichert, die von Horath über Hatzfeld, entlang den Bächen Leimbach und Fischertaler Bach und über den Bergrücken der Scharpenacker Berge an Laaken vorbei bis zur Burg Beyenburg verlief.